# Gotra
Nella società Indù, il termine Gotra significa clan. Si riferisce in generale a persone che sono discendenti in una linea ininterrotta maschio da un antenato comune maschile.

Pāṇini definisce "gotra", per scopi grammaticali, come apatyam pautraprabhrti gotram (IV. 1. 162), che significa " la parola che denota la progenie ( di un saggio) che inizia con il figlio del figlio.

Quando una persona dice "Io sono Kashypasa-gotra", intende tracciare la sua discendenza dall'antico saggio Kashyapa con una discendenza maschile ininterrotta.
Secondo la Brihadaranyaka Upanisad 2.2.6, Gautama e Bharadvāja, Viśvāmitra e Jamadagni, Vasiṣṭha e Kaśyapa, e altri sono i sette saggi (conosciuti come Saptarishi); la progenie di questi 8 saggi è specificata come "gotra" e quella degli altri è chiamata gotrâvayava.
Oggi esistono 49 Indù gotra. Tutti i membri di un particolare "gotra" si crede posseggano certe caratteristiche comuni, relative alla natura della loro professione.
Un gotra deve distinguersi da un kula. Un Kula è un insieme di persone che seguono rituali culturali similari, spesso adorando la stessa divinità (Dio del clan). La Kula non è connessa al lignaggio o alla casta. Infatti è possibile cambiare Kula basandosi sulla fede o Iṣṭa-devatā.

## Principali Gotra
- Vachha
- Balisetla
- Mithunakula
- Inakala
- Marichi
- Akshintala
- Agastya
- Angirasa
- Atri
- Bhrigu
- Dhananjaya/Dhananjaya
- Kashyapa
- Nageshwara
- Parasara
- Vashista
- Harinama
- Vishvamitra
- Siwal
- Vishnu
- Gowthamasya
- Meena
- Bharadwaj
- Bhargava
- Haritasya
- Kaundinya
- Kutsas
- Upreti
- Garg
- gangahar
- Jamadagni
- Upamanyu
- Bilvanga
- Mudinolla
- karupanasamy கருப்பணசாமி
- Madhuschandasa
- Yadav
- Shandilya